# Pęporostek Hudsona

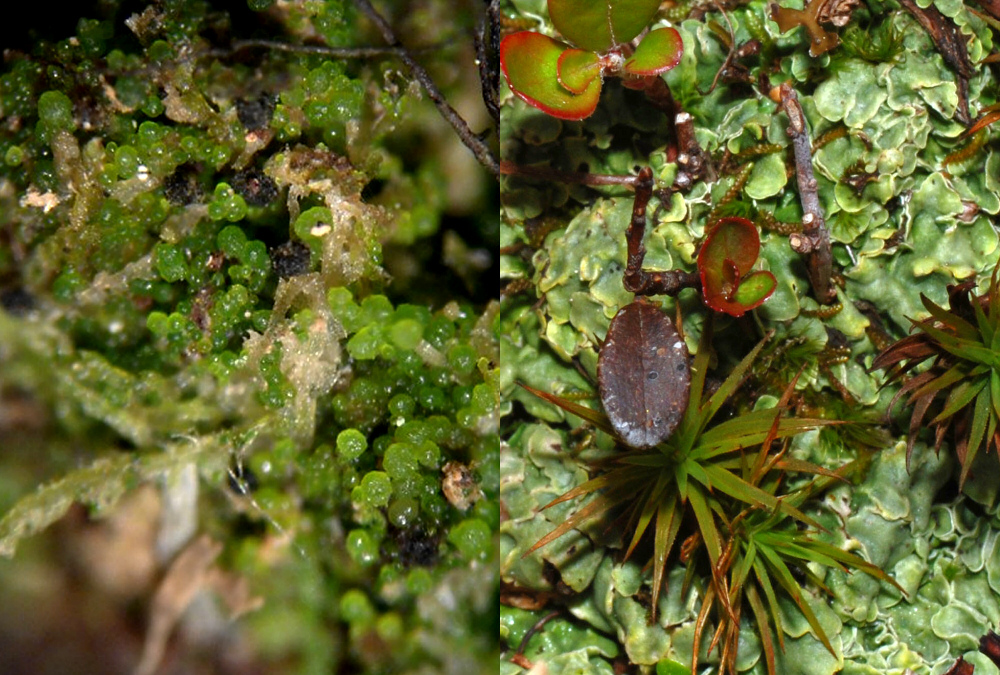

Pęporostek Hudsona, pępówka Hudsona, pępówka żółtofiołkowa (Lichenomphalia hudsoniana (H.S. Jenn.) Redhead, Lutzoni, Moncalvo & Vilgalys) – gatunek grzybów należący do rodziny wodnichowatych (Hygrophoraceae). Ze względu na współżycie z glonami zaliczany jest do porostów.

## Systematyka i nazewnictwo
Pozycja w klasyfikacji według Index Fungorum: Lichenomphalia, Hygrophoraceae, Agaricales, Agaricomycetidae, Agaricomycetes, Agaricomycotina, Basidiomycota, Fungi.
Po raz pierwszy zdiagnozował go w 1936 r. Herbert Spencer Jennings nadając mu nazwę Hygrophorus hudsonianus. Obecną, uznaną przez Index Fungorum nazwę nadali mu Redhead, Lutzoni, Moncalvo i Vilgalys w 2002 r.
Synonimów ma ok. 20. Niektóre z nich:

- Botrydina viridis (Ach.) Redhead & Kuyper 1987
- Clitocybe hudsoniana (H.S. Jenn.) H.E. Bigelow 1960
- Lichenomphalia pararustica (Clémençon) Elborne 2008
- Gerronema hudsonianum (H.S. Jenn.) Singer 1970
- Omphalia luteolilacina J. Favre 1955
- Omphalina hudsoniana (H.S. Jenn.) H.E. Bigelow 1970
- Phytoconis hudsoniana (H.S. Jenn.) Redhead & Kuyper 1988
- Phytoconis viridis (Ach.) Redhead & Kuyper 1988

Nazwy polskie. W 1975 r. takson ten przez J. Nowaka i Z. Tobolewskiego opisywany był jako pępówka żółtofiołkowa, w 2010 r. przez Hannę Wójciak jako pępówka Hudsona. Obydwie nazwy są niespójne z obecną nazwą naukową. Ostatnio pojawiła się nowa polska nazwa – pęporostek Hudsona.

## Morfologia
Z plechy wyrasta owocnik typowy dla grzybów kapeluszowych.
Plecha pierwotna
Ma postać zielonych, przylegających do podłoża łuseczek o średnicy do 5 mm, zwykle tworzących duże skupiska. Młode łuski są okrągławe, starsze zatokowato wcinane, matowe lub ze słabym połyskiem i białawymi, falistymi brzegami. Dolna strona bez kory, biała lub zielonkawobiała.
Kapelusz
O średnicy 0,5–2,5 cm, za młodu wypukły, potem spłaszczony lub słabo lejkowaty, kremowobiały, brunatny lub szarawy.
Blaszki
Nie zbiegające, rzadkie, wąskie, tej samej barwy co kapelusz.
Trzon
Wysokość do 2 cm, grubość 2–3 mm, delikatnie orzęsiony, w stanie suchym białawy, w stanie wilgotnym fioletowy.
Cechy mikroskopowe
Porosty z rodzaju Lichenomphalia należą do nielicznej procentowo grupy porostów, w których mykobiontem jest grzyb z grupy podstawczaków oraz glon z rodzaju Coccomyxa. Plecha heteromeryczna, strzępki bez sprzążek.

## Występowanie
Gatunek wysokogórski i arktyczny. Występuje w północnych rejonach Azji, Europy (w tym na Grenlandii i Islandii), Ameryki Północnej i na Nowej Zelandii. W opracowaniu Czerwona lista roślin i grzybów Polski jest zaliczony do kategorii grzybów NT (o nieokreślonym zagrożeniu).
W Polsce występuje głównie w wyższych partiach gór, na niżu jest bardzo rzadki. Rośnie w zespołach z wierzbą żyłkowaną, wierzbą alpejską i wierzbą wykrojoną, wśród mchów, w towarzystwie wrotycza alpejskiego. Czasami występuje tylko w postaci płonnej plechy, błędnie opisywanej jako Coriscium viride.